# Heliconius excelsa
Heliconius excelsa är en fjärilsart som beskrevs av Heinrich Neustetter 1932. Heliconius excelsa ingår i släktet Heliconius och familjen praktfjärilar. Inga underarter finns listade i Catalogue of Life.